# A Good Woman's Love (álbum)
A Good Woman's Love es un álbum de estudio del cantante estadounidense Jerry Reed. Fue publicado en mayo de 1974 a través del sello discográfico RCA Records.

## Grabación y contenido
Coproducido junto con Chet Atkins, el álbum se grabó en los estudios Nashville Sound, en Nashville, Tennessee, por los ingenieros de audio Chuck Seitz y Bill Vandevort. El álbum contenía un total de 10 canciones. Cuatro de las pistas fueron escritas por el propio Reed (acreditado bajo su nombre de nacimiento de Jerry R. Hubbard).

## Recepción de la crítica
Un escritor no especificado de la revista Cash Box declaró: “Jerry Reed siempre ha sido un hito innovador en la progresión de la música country. Ya sea que Jerry elija interpretar un tema con su enfoque suave y relajado o con ese estilo valiente de rock 'n' country roll que lo ha hecho tan popular. Este nuevo LP de Jerry tiene material excelente y muestra a Jerry en su mejor momento creativo”. Un escritor no especificado de Billboard declaró: “Chet Atkins creyó en Jerry Reed mucho antes de que el resto del mundo se diera cuenta. Ahora Reed da una demostración más de sus habilidades, mientras hace muchísimas cosas, y las hace bien. En este se escucha su familiar sonido alegre, algo de blues atrevido y algunos tonos bastante ricos que tratan de baladas y algo de country tradicional. Él lo hace todo”.

## Lista de canciones
Todas las canciones escritas y compuestas por Jerry Reed Hubbard, excepto donde esta anotado. 
| Lado uno |                           |                 |          |  |
| N.º      | Título                    | Escritor(es)    | Duración |  |
| 1.       | «A Good Woman's Love»     | Cy Coben        | 2:54     |  |
| 2.       | «Saint Louis Blues»       | W.C. Handy      | 3:24     |  |
| 3.       | «Oh Shenandoah»           |                 | 2:59     |  |
| 4.       | «Hurry Home»              | Chris Christian | 2:31     |  |
| 5.       | «Everybody Needs Someone» |                 | 3:01     |  |

| Lado dos |                                   |                                    |          |  |
| N.º      | Título                            | Escritor(es)                       | Duración |  |
| 1.       | «Home Sweet Home Revisited»       | Rodney Crowell                     | 3:22     |  |
| 2.       | «Rollin' in My Sweet Baby's Arms» |                                    | 2:30     |  |
| 3.       | «All Day Ride»                    | Stewart Harris                     | 2:46     |  |
| 4.       | «Mystery Train»                   | Herman Parker, Jr. Sam L. Phillips | 2:17     |  |
| 5.       | «The Crude Oil Blues»             |                                    | 2:36     |  |

## Créditos y personal
Créditos adaptados desde las notas de álbum de A Good Woman's Love.
- Jerry Reed – voces, guitarra, productor
- Chet Atkins – productor
- Chuck Seitz – ingeniero de audio
- Bill Vandevort – ingeniero de audio
- David Roys – técnico de estudio
- Mike Shockley – técnico de estudio
- Bob Jones – fotografía de portada
- Jimmy Moore – fotografía de contraportada
- Herb Burnette – director artístico

## Posicionamiento
| Gráfica (1974)                              | Pico de posición |
| ------------------------------------------- | ---------------- |
| Estados Unidos (Billboard Hot Country LP's) | 28               |